# Puyŏ
« Fuyu » redirige ici. Pour les autres significations, voir Fuyu (homonymie).
Pour les articles homonymes, voir Puyo.
Cet article concerne l'ancien royaume coréen. Pour le district sud-coréen, voir District de Buyeo.
IIIe siècle av. J.-C. – 494
Entités suivantes :
- Wuji
- Koguryŏ
- Baekje

Puyŏ ou Buyeo (hangeul : 부여 ; hanja : 夫餘 ; RR : Buyeo, API : /pu.jʌ/ ; en chinois : 夫餘 ; pinyin : Fūyú) est un ancien groupe ethnique dans la Mandchourie du Nord, et son royaume était considéré par ses voisins de la péninsule coréenne comme leur terre d’origine. Ce sont des immigrants puyŏ qui ont fondé le Koguryo et le Baekje. Il a existé en tant qu'État à partir du IIIe siècle AEC en Mandchourie centrale jusqu'à la fin du Ve siècle EC.
Le nom coréen de « Buyeo » est aussi celui de la dynastie qui régna sur le royaume de Baekje.

## Histoire

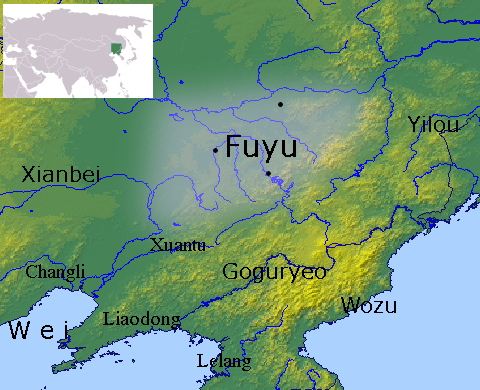
Groupes ethniques autour de Puyŏ

Leurs mœurs et coutumes sont principalement décrites dans les Chroniques des Trois Royaumes. Les Puyŏ étaient des agriculteurs qui occupaient la grande plaine de Mandchourie. Ils avaient déjà une structure sociale complexe et donnaient à leur dignitaires des noms d’animaux. Leur capitale a pu être à Nong’an dans la province du Jilin ou près de Harbin dans la province du Heilongjiang.
L’origine des Puyŏ est inconnue mais il semble qu’ils étaient déjà connus en Chine durant la période des royaumes combattants. Les Puyŏ commencèrent à avoir des contacts fréquents avec la Chine au travers de la commanderie de Xuantu durant la dynastie des Han Orientaux. Bien qu’ils firent des razzias aux frontières chinoises en 111, ils devinrent tributaires de la dynastie des Han Orientaux en 120 et envoyèrent l’année suivante le Prince Weichoutai (尉仇台) à Xuantu pour la sauver des attaques de Koguryŏ.
À la fin de la dynastie des Han orientaux, v. 220, Gongsun Du, un seigneur de guerre chinois dans la province du Liaodong, aida les Puyŏ à contrer les Xianbei au nord et les Koguryŏ à l’est. Après avoir décimé la famille de Gongsun le royaume des Wei envoya Wuqiu Jianpour attaquer Koguryŏ. Une escouade conduite par le gouverneur de la commanderie de Xuantu fut bien accueillie par les Puyŏ.
Depuis lors, les Puyŏ ont été déchirés entre des grandes puissances jusqu’à leur chute. En 285 la tribu Murong des Xianbei, conduite par Murong Hui, envahit les Puyŏ, poussant le Roi Yilü (依慮) au suicide. Considérant ses relations amicales avec la dynastie Jin l’empereur Wu ranima les Puyŏ et installa le roi Yiluo (依羅). Une attaque de Koguryŏ avant 347 entraîna un nouveau déclin. Ayant perdu leur bastion près de Harbin, les Puyŏ se déplacèrent vers le sud à Nong’an. Aux alentours de 347, les Puyŏ furent attaqués par les Xianbei du roi Murong Huang de la dynastie des Yan antérieurs et le roi Xuan (玄) fut capturé. Lors de la première chute en 285, les Puyŏ Orientaux s’établirent à l’est de Woju (沃沮) ce qui est aujourd’hui Yanbian. Ce territoire fut envahi par Gwanggaeto le Grand (374-413) du Koguryŏ, et conquis par le roi Jangsu.
Un reste des Puyŏ semble avoir subsisté aux alentours de Harbin sous l’influence de Koguryŏ. En fait les Puyŏ payèrent un tribut à la dynastie Wei du Nord en 457. Ils furent conquis par les Wuji (un groupe ethnique de Mandchourie) en 494 et la famille royale déserta à Koguryŏ.
Koguryŏ et Paekche, deux des trois Royaumes de Corée se considérèrent comme successeurs de Puyŏ.
On dit du roi Dongmyeong, père du roi Onjo, fondateur du Paekche avant notre ère, qu’il descend d’une branche de Puyŏ, Mais les archives se contredisent sur la relation exacte : un fils du roi de Puyŏ du nord, ou un gendre du roi de Jolbon Puyŏ ou simplement un mariage avec une femme Puyŏ. Koguryŏ peut avoir été fondé en territoire Jolbon Puyŏ et avoir entretenu une relation proche avec le Puyŏ oriental. Koguryŏ finit de toute façon par unifier l’ensemble des territoires Puyŏ.